# Peugeot 306
Peugeot 306 – samochód osobowy klasy kompaktowej produkowany przez francuską markę Peugeot w latach 1993–2002.

## Historia modelu

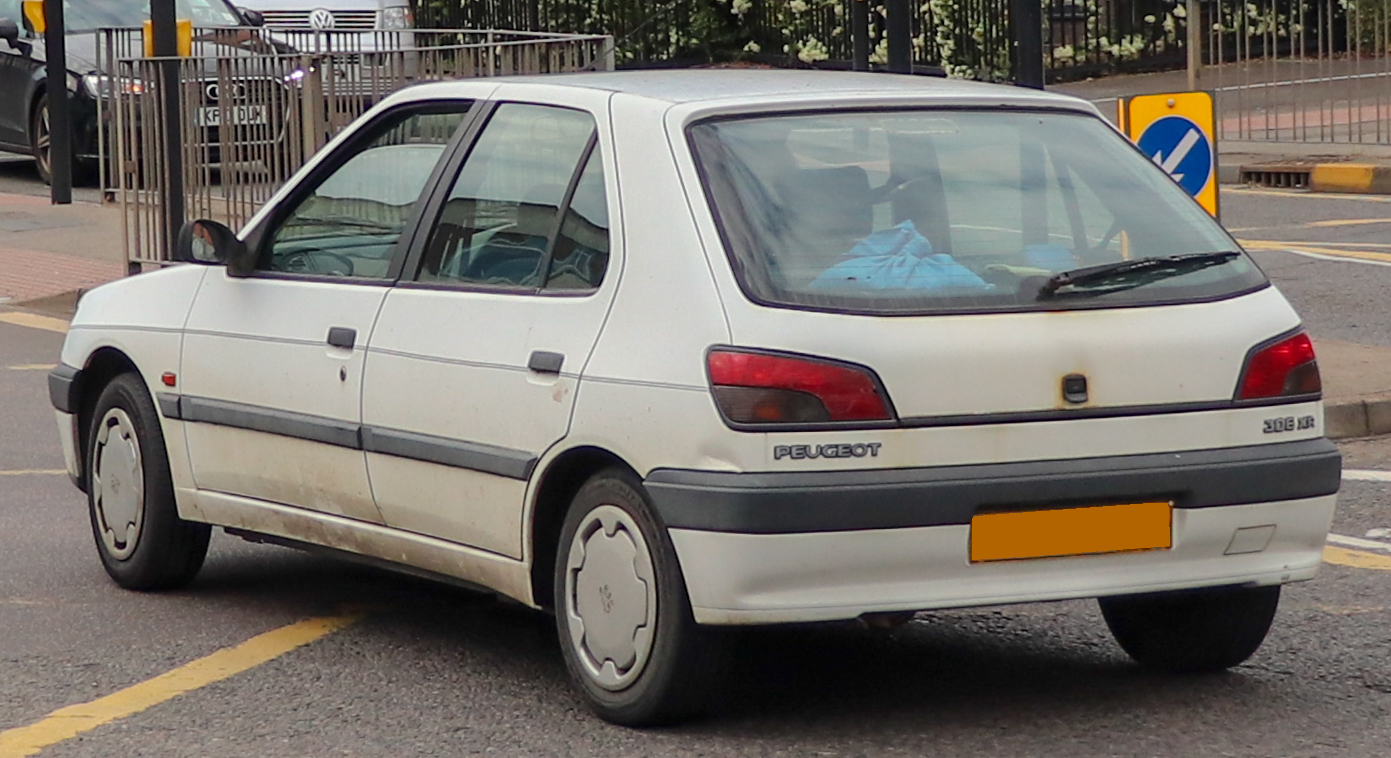
Peugeot 306 – tył

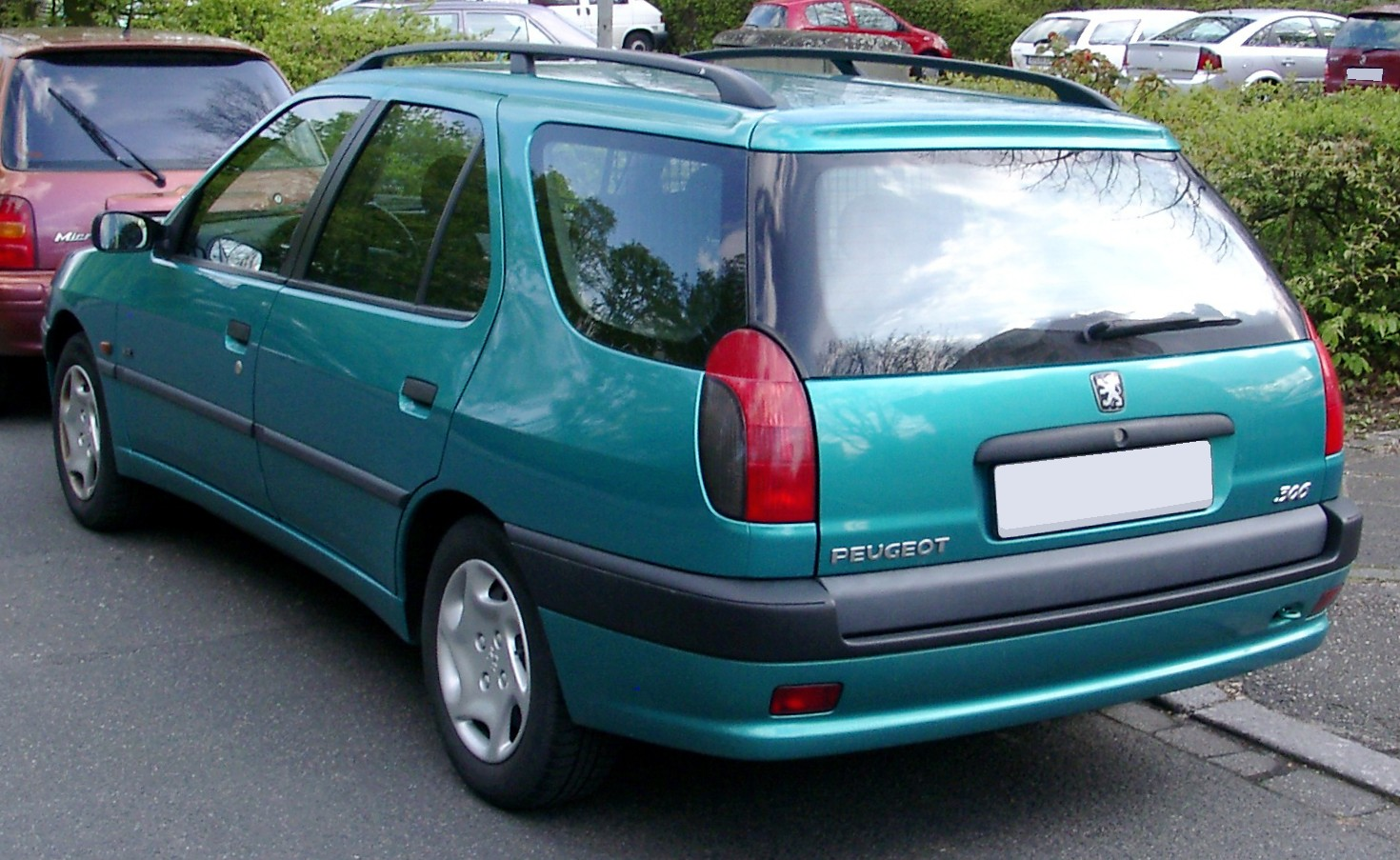
Peugeot 306 SW

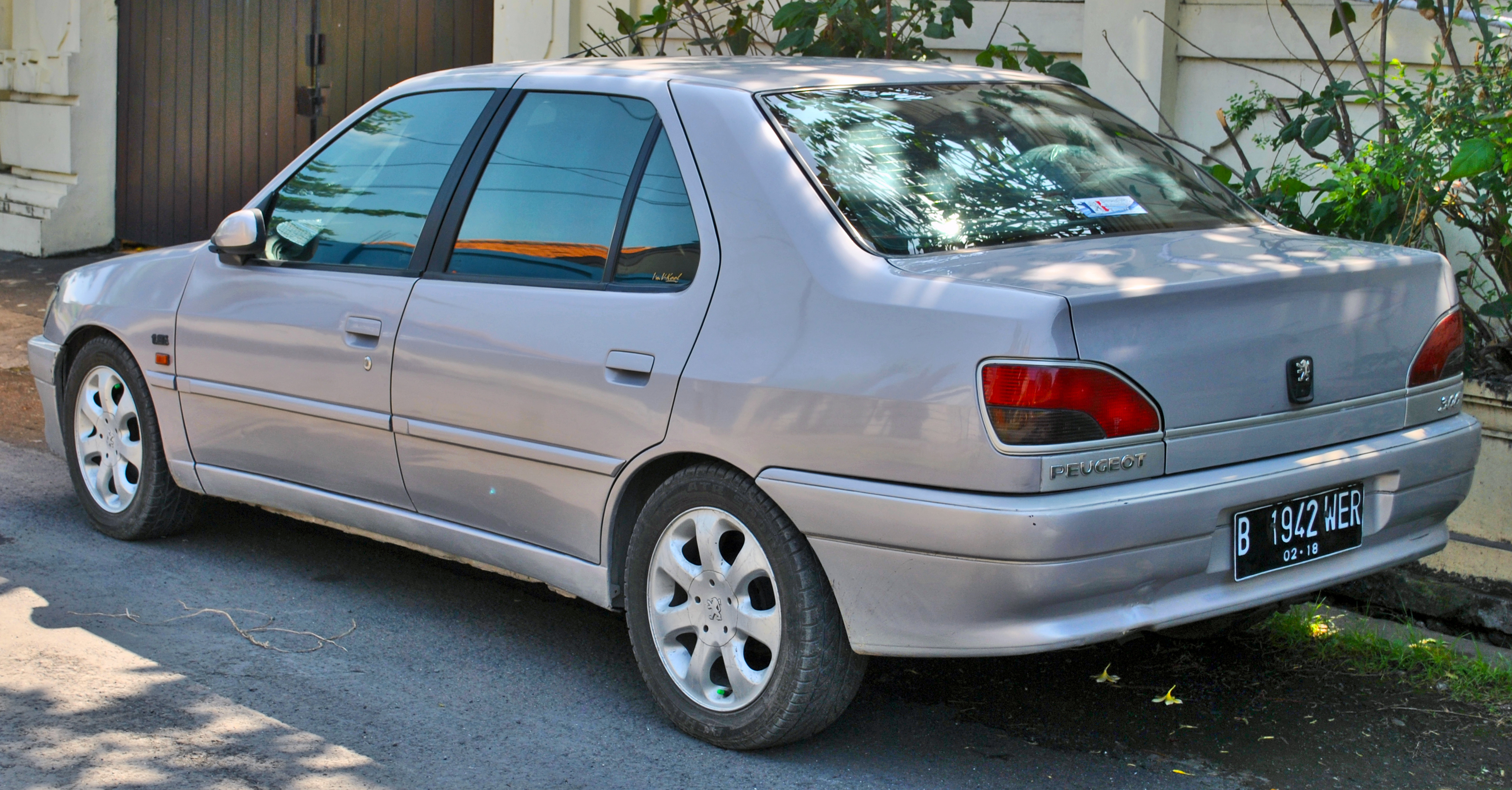
Peugeot 306 Sedan

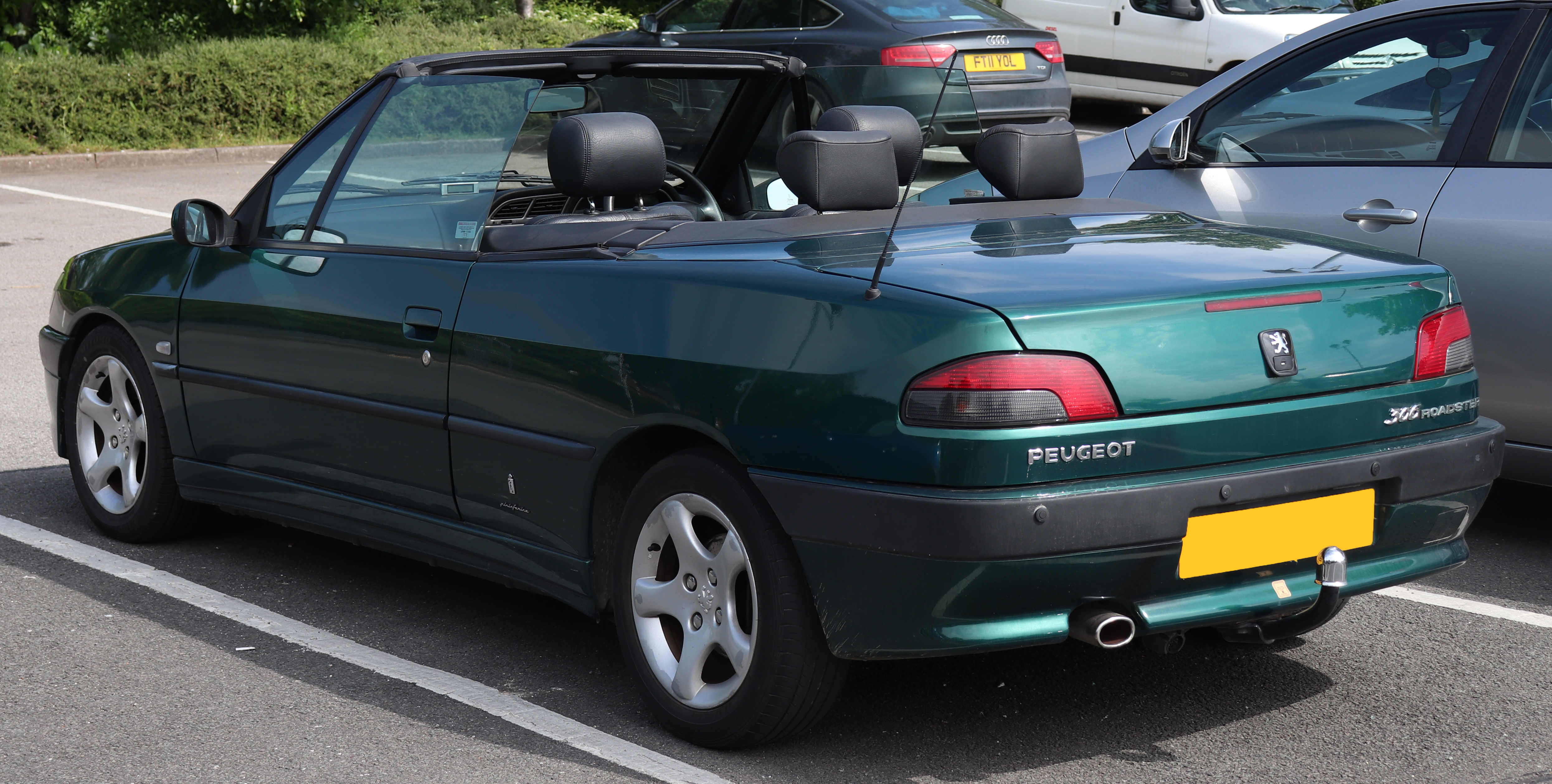
Peugeot 306 Cabrio

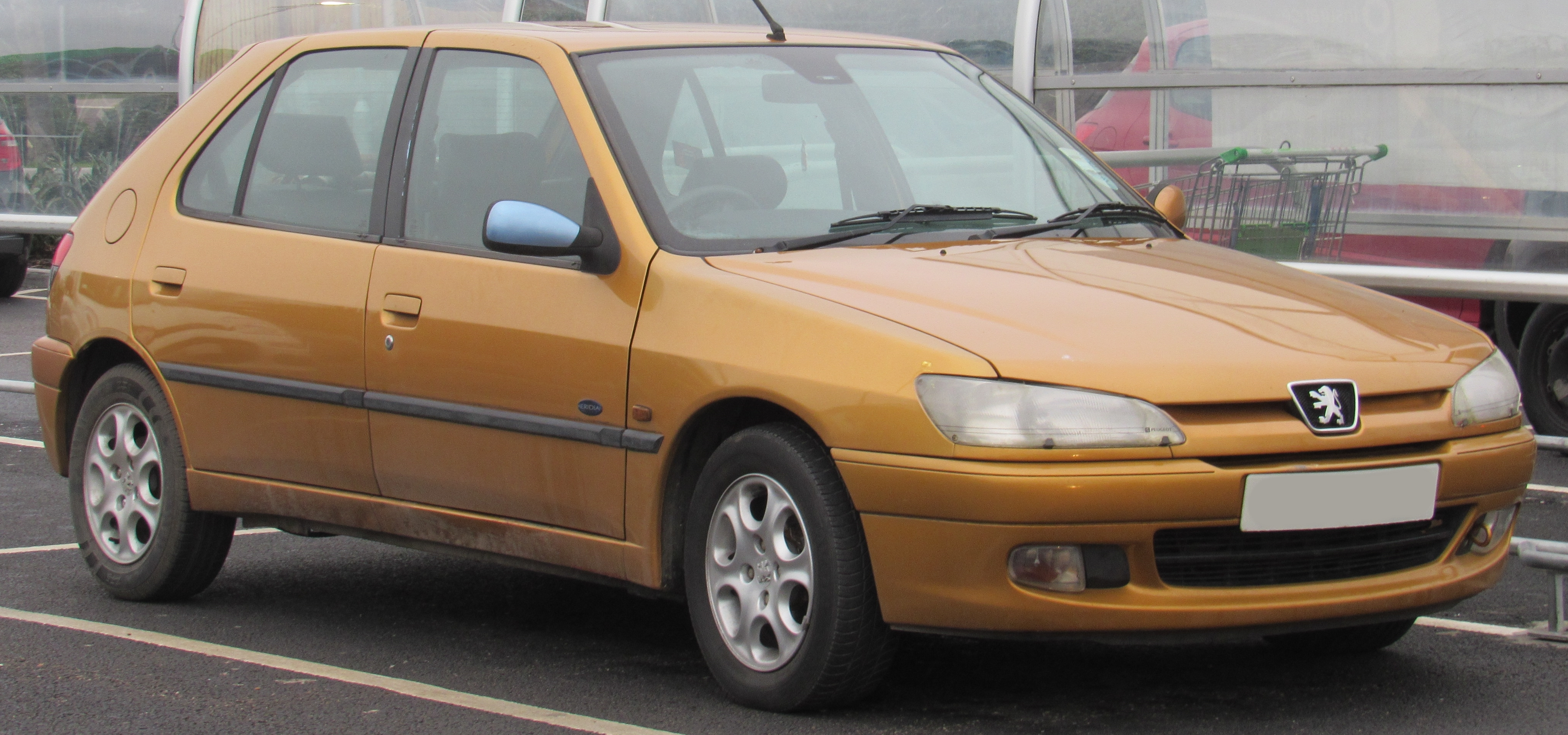
Peugeot 306 po liftingu

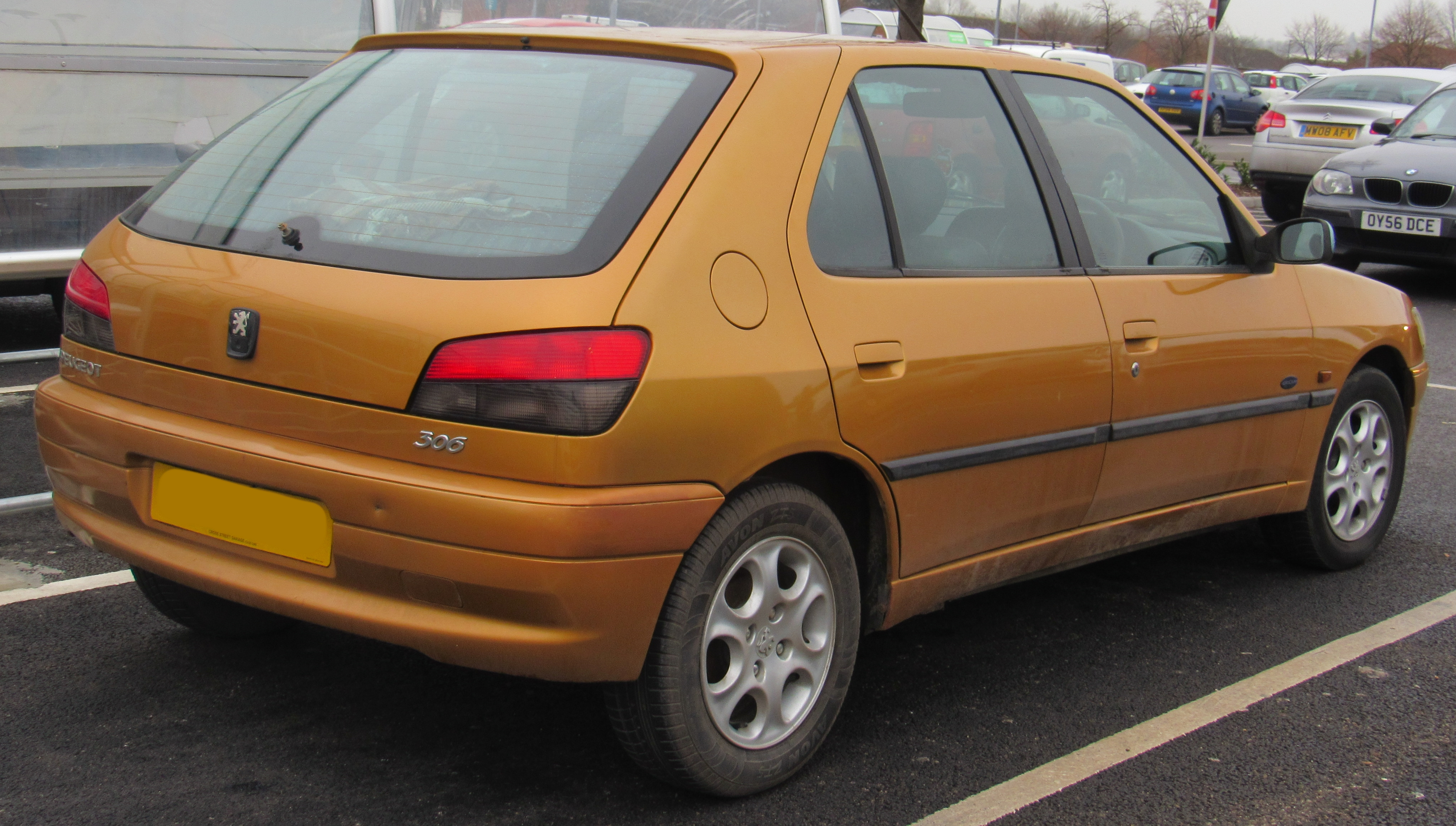
Peugeot 306 – tył po liftingu

Na początku lat 90. przedsiębiorstwo Peugeot skupiło się na zaprojektowaniu kompaktowego auta, które miało być następcą modelu 309. Model 306 powstawał między rokiem 1990 a 1992. W lutym 1993 roku wszedł do seryjnej produkcji, a w marcu tego samego roku sprzedano pierwszy egzemplarz tego modelu.
Samochód jest wygodny i zapewnia sprawne poruszanie się po mieście, jak i wygodę podczas dłuższej podróży. Od początku produkcji auto należało do grupy najnowocześniejszych przedstawicieli swojego segmentu. W 2001 roku model 306 został zastąpiony modelem 307.
Mechanicznie Peugeot 306 jest prawie identyczny jak Citroen ZX, którego produkcję rozpoczęto 2 lata wcześniej. Oba samochody mają tę samą płytę podłogową i większość podzespołów. Peugeot Partner, Citroën Berlingo oraz Citroën Xsara bazują na tej samej płycie podłogowej. Łączenie tych samych elementów konstrukcyjnych i mechanicznych w obu koncernach praktykowane jest od lat 70. XX wieku (od chwili kryzysu naftowego, gdy 1974 roku Citroen zbankrutował i po przejęciu przez firmę Peugeot utworzono koncern PSA).

### Premiera
W marcu 1993 roku pojawiła się pierwsza 5-drzwiowa wersja 306 hatchback. Nadwozie 3-drzwiowe weszło do produkcji w październiku tego samego roku. Wersja Cabriolet została wprowadzona od marca, a sedan od września 1994 roku. Dopiero w kwietniu 1997 roku zostało wprowadzone nadwozie kombi, tym samym wprowadzając wersję liftingową nadwozia (phase II).
Podczas trwania produkcji 306 wprowadzono wiele wersji różniących się między sobą wyposażeniem. Produkowano m.in. modele: Genoa, XSS, X, XT, XRdt i Xd, dopiero później dodano podział ze względu na jednostki napędowe jak: S16, XSI, GTi (benzyna) i D-Turbo S (diesel).

### Pierwszy lifting
Peugeot 306 przeszedł facelifting w maju 1997 roku („faza 2" w skrócie ph II). Podstawowy kształt pozostał ten sam, przeprojektowano: reflektory, światła tylne, atrapę chłodnicy i zderzaki. Zmiany te zostały wprowadzone w celu ujednolicenia wyglądu modelu do nowej linii stylistycznej. Maska zyskała większe, bardziej wyraziste logo, atrapa chłodnicy zmieniła kształt na bardziej obły, halogeny z prostokątnych zmieniły kształt na bardziej zaokrąglone (tzw. łezki), zderzak również bardziej zaokrąglono, reflektory ryflowane połączone z kierunkowskazami stały się bardziej skośne. Wygląd tyłu pojazdu zmieniły nowe światła zespolone i nieco bardziej obły kształt zderzaka. Tylny prostokątny napis i nazwa modelu zostały zastąpione chromowanym napisem PEUGEOT 306. Były też zmiany w układzie deski rozdzielczej, w tym cyfrowego licznika i jakości wykończenia, które „odświeżyło” wnętrze samochodu w obliczu coraz bardziej ostrej konkurencji ze strony innych producentów.
Wprowadzono nowe silniki benzynowe, które zyskały 16-zaworowe głowice wraz z niewielkim wzrostem mocy. Pojawiły się również nowe wersje modeli 306. M.in. model Rallye, który został stworzony na bazie GTi-6, ale zmniejszono do minimum jego standardowe wyposażeni (m.in. elektryczne sterowanie szyb zastąpiono manualnym, elektryczne sterowanie lusterkami również zastąpiono manualnym, usunięto klimatyzację, tkanina zamiast skóry i Alcantary, przednie światła przeciwmgielne usunięte), co czyni je 65 kg lżejszym niż GTi-6. Rally ukazał się tylko w trzech kolorach nadwozia – czarnym, czerwonym (wiśnia) i białym.

### Drugi lifting
Od lipca 1999 roku model 306 przeszedł kolejne modyfikacje. Wprowadzono przejrzyste szkła reflektorów, okrągłe i jasne lampy przeciwmgielne, lakierowane zderzaki i listwy boczne, usunięto czarną plastikową listwy na dolnej krawędzi klapy bagażnika, usunięto gumy przylegające do szyby tylnej, przeprojektowany został znaczek tylnej klapy bagażnika, użyto innej wycieraczki tylnej i wprowadzono nowe kolory lakierów. Zmiany wnętrza były bardziej kosmetyczne. Zmianie uległa dźwignia zmiany biegów. Konsola środkowa w niektórych wersjach, zyskała aluminiowe wykończenia, dodano chromowane logo na kierownicy. Od tego momentu wszystkie wersje XS, XSi, XT i D Turbo otrzymały bodykit GTI-6 i wnętrze z uzupełnieniami stylizacji (tzw. czarne plastiki). W wariantach wysokoprężnych, starzejący się silnik XUD został zastąpiony przez nowszą, bardziej wyrafinowaną jednostkę HDi z bezpośrednim wtryskiem Common rail. Prawie wszystkie modele wyposażono seryjnie w system ABS i co najmniej 2 poduszki powietrzne w wyposażeniu standardowym. Sensor deszczu wszedł również do seryjnego wyposażenia.

### Peugeot 306 Cabriolet
Nadwozie modelu Cabriolet zaprojektowała włoska firma Pininfarina (na błotnikach umieszczono logo tej firmy). Wewnątrz komfort podobny jak w hatchbacku, ale auto mieści cztery, a nie pięć osób. Zawieszenie auta jest nieco twardsze niż w pozostałych wersjach. Widoczność do tyłu przez składany elektrycznie dach jest akceptowalna. Poziom bezpieczeństwa jest w miarę wysoki. W każdym aucie są wzmocnienia boczne drzwi, ABS, napinacze pasów bezpieczeństwa, dwie poduszki powietrzne, światła przeciwmgielne, odcięcie paliwa w przypadku kolizji, zagłówki wszystkich foteli. Oprócz tego w wyposażeniu standardowym znalazło się wspomaganie układu kierowniczego, immobiliser, centralny zamek sterowany pilotem, elektrycznie sterowane szyby, regulowana wysokość kolumny kierownicy i fotela kierowcy, aluminiowe felgi, skórzana tapicerka, klimatyzacja.

### Peugeot 306 Sport
Wersja XS/XSi standardowo wyposażona były w światła przeciwmgielne przednie, zderzaki w kolorze nadwozia, nakładki progów, sportowe, półkubełkowe fotele, szerszą i chromowaną końcówkę rury wydechowej, 14-calowe felgi aluminiowe były dodatkowym wyposażeniem XS. Nie wiedzieć czemu tylko w wersjach sportowych auta zyskiwały pełne tylne lewe nadkole, którego brakowało w podstawowych wersjach co w naszym klimacie bardzo często a nawet prawie zawsze kończyło się korozją lewego tylnego nadkola.
Topowa wersja 306 początkowo wychodziła z oznaczeniem S16 w wersji przedliftowej i posiadała silnik 2.0 16V o oznaczeniu XU10J4Z legitymujący się mocą 150 KM (przy 6000 obr./min) oraz maksymalnym momentem obrotowym na poziomie: 202 Nm (przy 3500 obr./min). Następnie wprowadzono silnik o oznaczeniu XU10J4RS legitymujący się mocą 163 KM (przy 6500 obr./min) oraz maksymalnym momentem obrotowym na poziomie: 202 Nm (przy 5500 obr./min) oraz posiadał 6-biegową, manualną skrzynię biegów. W wersji przedliftowej był on nadal oznaczany jako S16, dopiero w wersji phII zaczął być oznaczany jako GTi-6. W wersji GTi-6, w zegarach pojawił się dodatkowo czujnik temperatury oleju silnikowego. Silnik ten był elastyczniejszy niż w S16, a nowa skrzynia biegów ułatwiła skuteczniejsze użycie silnika. Zastosowano twardsze, bardziej sportowe zawieszenie, tapicerkę skórzaną połączoną z alcantarą, kierownica i gałka zmiany biegów zostały obszyte skórą. W każdym aucie są wzmocnienia boczne drzwi, ABS, napinacze pasów bezpieczeństwa, dwie poduszki powietrzne, światła przeciwmgielne, odcięcie paliwa w przypadku kolizji, zagłówki wszystkich foteli. Oprócz tego w wyposażeniu standardowym znalazło się wspomaganie układu kierowniczego, immobiliser, centralny zamek sterowany pilotem, elektrycznie sterowane szyby, regulowana wysokość kolumny kierownicy i fotela kierowcy, aluminiowe felgi, skórzana tapicerka, klimatyzacja. W wyposażeniu standardowym był ABS, klimatyzacja, halogeny przeciwmgielne, felgi 15” Cyclone marki Speedline. Dodatkowo można było auto doposażyć w podgrzewane przednie siedzenia, spryskiwacze reflektorów, podłokietnik, zmieniarkę CD.

### Wersje wyposażenia
Produkowano wersje: XN, XL, XR, XT i XS. XN to wersja podstawowa, a XT to najwyższa specyfikacja. Wersja XT była dostępna tylko w wersji 5-drzwiowej, podczas gdy XR, XN i XL dostępne były także w wersjach 3-drzwiowych. D-Turbo i XSi były dostępne w wersjach 3- i 5-drzwiowych, wersje XS i S16 dostępne były tylko w wersjach 3-drzwiowych. Nie ma już oznaczeń „X / G” (oznaczenie „X” które wskazywało na 3-drzwiowy, „G”, wskazywało na 5-drzwiowy). Modele z silnikiem Diesla może było rozpoznać z dodatkiem „D” turbodiesel i z dodatkiem „DT”. Sedan został oznaczony jako: SN, SL, SR i ST. Oprócz standardowych wersji co jakiś czas „wypuszczano” wersje limitowane jak choćby Saint – Tropez, Roland Garros, Champion, i inne.
Najwyższym standardem wyposażenia może się poszczycić model XT. Posiadał on bardzo bogate wyposażenie jak na ówczesne czasy. Wspomaganie kierownicy, centralny zamek na pilota, elektryczne szyby, elektryczne lusterka, felgi ze stopów lekkich, immobiliser, welurowa tapicerka.
Model D-Turbo był w istocie modelem XS z zainstalowaną jednostką wysokoprężną. Modele ten plasował się pomiędzy XR a XT w zakresie wyposażenia standardowego.

### Bezpieczeństwo
W 1997 roku organizacja Euro NCAP testowała Peugeota 306. Zdobył on 3 punkty za ochronę kierowcy i pasażerów. W tamtym okresie była to konkurencyjna wydajność, na przykład w 1999 roku Ford Escort osiągnął tylko dwie gwiazdki, ale nowo wprowadzone w 1998, Ford Focus i Opel Astra G zdobyły już cztery gwiazdki.
W 2006 australijskich rankingach bezpieczeństwa jazdy, Peugeot 306 produkowany w latach 1994–2001 został oceniony „znacznie lepsze niż średnia” w jego zdolności do ochrony jego pasażerów w razie wypadku. Był to jeden z najwyższych wyników osiągniętych w 2006 r. w tamtejszych notowaniach.

### Konstrukcja podwozia
Przednie zawieszenie jest pozornie konwencjonalnym, stosowanym przez koncern PSA. Z przodu zastosowany jest standardowy układ kolumny McPhersona ze stabilizatorem. Tylne zawieszenie jest niezależne, a jego konstrukcja opiera się na poprzecznej rurze nośnej w której osi pracują ułożyskowane wahacze. Rolę elementów sprężystych (oraz stabilizatora) pełnią drążki skrętne i chyba dlatego popularnym błędem jest nazywanie tego i podobnych rozwiązań belką skrętną. Inżynierowie zatrudnieni przez PSA zastosowali ciekawe rozwiązanie konstrukcyjne jakim jest pasywnie kierowana oś tylna. Godne uwagi jest to, że Peugeot we własnym zakresie produkuje i projektuje amortyzatory. Tylne zawieszenie z racji swojej złożoności wymaga okresowej wymiany łożysk igiełkowych i uszczelniaczy. W razie zaniedbania woda i zanieczyszczenia przedostają się do wnętrza belki, niszcząc łożyska i czopy, co skutkuje koniecznością dość kosztownej naprawy.
Diesel i większe silniki benzynowe (serii XU) pochylono głowicą do tyłu komory silnika, aby przesunąć jego ciężar za przednią oś, obniżając również środek ciężkości co korzystnie wpływa na prowadzenie pojazdu.

### Silniki
- 1.1 (1124 cm³) PSA TU1, 60 KM
- 1.4 (1360 cm³) PSA TU3, 75 KM
- 1.6 (1587 cm³) PSA TU5, 89 KM
- 1.6 (1587 cm³) PSA TU5, 90 KM
- 1.6 (1587 cm³) PSA TU5, 98 KM
- 1.8 (1761 cm³) PSA XU7, 103 KM
- 1.8 (1761 cm³) PSA XU7, 112 KM
- 1.9 (1868 cm³) PSA DW8 Diesel, 69 KM
- 1.9 (1905 cm³) PSA XUD9 Diesel, 70 KM
- 1.9 (1905 cm³) PSA XUD9TE Diesel, 90 KM
- 2.0 (1997 cm³) PSA DW10 Diesel, 90 KM
- 2.0 (1998 cm³) PSA XU10J2, 123 KM
- 2.0 (1998 cm³) PSA XU10, 135 KM
- 2.0 (1998 cm³) PSA XU10, 150 KM
- 2.0 (1998 cm³) PSA XU10J4RS/L3, 167 KM

### Silniki benzynowe
Pierwsze modele benzynowe były produkowane z czterocylindrowym silnikiem znanym z modeli 205, 309, 405. Pochodzące z serii TU, 8-zaworowe jednostki o pojemności 1.1, 1.4 i 1.6L. Silniki 1.1 zostały szybko wycofane, ale 1.4 i 1.6 cieszyły się dużym zainteresowaniem kupujących w Polsce ze względu na dobry stosunek wydajności do ekonomii.
Silniki o pojemności 1.8 i 2.0 pochodziły z jednostek serii XU, które były wykorzystywane w 205 GTi 1,9 i modelach 405,406. Wersje z silnikiem 1.8 były wyposażone zarówno w manualną, jak i automatyczną wersję skrzyni biegów. Silnik 2.0 8V montowany był w wersji XSi, 2.0 16V w wersji S16. W grudniu 1996 roku wprowadzono najnowszy silnik XU (stosowany przez Peugeota w sporcie) wraz z 6-biegową manualną skrzynią biegów, nazwany odtąd GTi-6.

### Silniki Diesla
Peugeot cieszył się od dawna doskonałymi silnikami Diesla i 306 był początkowo oferowany z silnikiem wysokoprężnym serii XUD zarówno w wolnossących, jak i turbodoładowanych odmianach. Początkowo silnik ten występował w wersji o pojemności 1,8 litra, ale jego pojemność została wkrótce powiększona do 1,9 litra. Wraz z trzecim liftingiem w 1999 roku wprowadzono do palety silników wysokoprężnych silniki 2.0 HDi.